# IC 784
IC 784 ist eine Spiralgalaxie vom Hubble-Typ Sbc im Sternbild Jungfrau nördlich der Ekliptik. Sie ist schätzungsweise 213 Millionen Lichtjahre von der Milchstraße entfernt und hat einen Durchmesser von etwa 120.000 Lichtjahren.
Das Objekt wurde am 25. März 1889 vom US-amerikanischen Astronomen Lewis Swift entdeckt.